# 현대아이에이치엘
현대아이에이치엘(주)은 현대자동차그룹의 부품 계열사로 자동차용 램프 전문 기업이다.

## 연혁
- 2014.05. 서울사무소 운영[1]
- 2013.10. 창립 20주년 지역 공헌활동 실시
- 2013.01. 대구공장 2012년 고용창출 우수기업 선정
- 2012.06. 6 sigma 활동 전사 확대 (Belt 제도 도입)
- 2012.06. 대구공장 다임러크라이슬러 SE(Source Evaluation) 합격 (Green)
- 2012.06. 대구공장 CCC (China Compulsory Certification) 인증
- 2012.05. 대구공장 TS16949 품질 인증 획득
- 2012.05. 금형센터 인수
- 2012.03. 대구공장 준공
- 2011.05. 현대아이에이치엘(주)로 사명 변경
- 2009.11. 생산성 향상 운동전개
- 2009.03. 통합시스템(ERP) 구축
- 2007.04. Chrysler, VW, GM supplier Evaluation 합격
- 2005.03. TS16949/ISO14001 품질/환경 인증 획득
- 2005.02. 아이에이치엘(주)로 사명 변경
- 2004.04. 현대자동차 그룹 계열회사 편입

## 사건사고

### 희망퇴직 강요 논란
2018년 구조조정 당시 현대아이에이치엘은 희망퇴직을 실시했는데, 팀장, 부장, 사원, 대리급 사원들을 희망퇴직 대상에 포함시키고 구두로 통보했다. 거절하면 1개월 월급에 권고사직으로 처리하겠다는 말도 덧붙였다. 현대아이에이치엘 관계자는 강압적이지는 않다고 말했다.

## 사업장
- 경주공장 - 경상북도 경주시 외동읍 문산공단길 215